# Moving Sidewalks
Moving Sidewalks est un groupe américain de blues rock et rock psychédélique. Actif à la fin des années 1960, plus connu pour avoir eu comme leader le futur guitariste de ZZ Top, Billy Gibbons, qui commençait sa carrière professionnelle. 

## Biographie
Ils connaissent leur heure de gloire dans la région de Houston, avec leur tube 99th Floor, hommage au groupe local 13th Floor Elevators, (considéré par beaucoup comme ayant été le premier vrai groupe de blues-rock/psychédélique).
Ils comptent quatre singles, et un album, Flash (label Tantara, 1968 - réédité en CD sur Akarma avec les singles en bonus). Les Moving Sidewalks font les premières parties du Jimi Hendrix Experience, groupe de Jimi Hendrix, pendant la première tournée américaine de ces derniers ainsi que celles du 13th Floor Elevators, autre légende du rock psychédélique texan. 
Le groupe se sépare en 1970, lorsque Tom Moore (claviers), puis le bassiste Don Summers sont appelés par l'armée pour combattre au Vietnam. Billy Gibbons y échappe grâce à son inscription à l'Université du Texas. À la fin de 1970, il forme les ZZ Top avec les renforts de Dusty Hill et Frank Beard venus du groupe originaire de Dallas, American Blues. 
En janvier 2013, Gibbons annonce le retour des Moving Sidewalks pour un concert le 30 mars 2013, au B.B. King's Blues Club de New York.   Ils jouent ensuite au festival Austin Psych Fest le 1er mai 2013, et au Charity Gala for The Deacons of Deadwood Ball le 28 septembre 2013.

## Discographie
- 1968 : Flash